# Apollo 16
Apollo 16 a fost a zecea misiune umană din programul Apollo, a cincea misiune care a aselenizat și prima misiune care a aselenizat într-una din zonele înalte ale Lunii. Ea a fost lansată la 16 aprilie 1972 și s-a încheiat la 27 aprilie. A fost o misiune de clasă J, cu rover lunar și a adus înapoi 94,7 kg de mostre de rocă și sol lunar. Misiunea a conținut trei EVA-uri pe Lună: una de 7,2 ore, alta de 7,4 ore și o a treia de 5,7 ore, precum și o activitate extravehiculară de 1,4 ore pe drumul dintre Lună și Pământ.
Subsatelitul Apollo 16 a fost lansat din Modulul de Comandă și Serviciu în timp ce acesta se afla pe orbita Lunii. El a efectuat experimente de studiu al câmpurilor magnetice și ale particulelor solare. El a fost lansat la 24 aprilie 1972 la ora 21:56:09 UTC și a orbitat Luna timp de 34 de zile, și 425 de revoluții.
În drum spre Lună, astronauții misiunii Apollo 16 au realizat mai multe fotografii ale Pământului, dintre care una prezintă America de Nord acoperită în porțiunea sa nordică de nori.
În ciuda unei avarii a Modulului de Comandă, avarie care era să ducă la renunțarea la aselenizare, Apollo 16 a reușit să aselenizeze pe Terra Descartes la 21 aprilie.

## Echipajul
Echipajul misiunii Apollo 16 a fost, conform procedurilor proiectului, echipajul de rezervă al celebrei misiuni Apollo 13, misiune care, în ciuda unei explozii la bord în drum spre Lună, a reușit, cu prețul renunțării la aselenizare, să revină în siguranță pe Pământ. Astfel, comandantul misiunii a fost astronautul John Young, aflat la al patrulea zbor spațial, iar pilotul modulului lunar a fost Charles Duke. Ken Mattingly, programat a fi pilot al modulului de comandă în misiunea Apollo 13 și înlocuit în ultimul moment, a ajuns în cele din urmă pe Lună cu misiunea Apollo 16. Atât Mattingly, cât și Duke erau la primul zbor spațial.
Deși nu s-a făcut un anunț oficial, la început echipajul de rezervă trebuia să aibă componența Fred Haise (comandant), William R. Pogue (pilot al modulului de comandă) și Gerald Carr (pilot al modulului lunar), care în mod normal ar fi fost echipajul misiunii Apollo 19. Cum, însă, misiunile 18 și 19 ale programului Apollo au fost anulate în septembrie 1970, s-a decis ca echipajul de rezervă al misiunii Apollo 16 să fie format, alături de Fred Haide, din Stuart Roosa (pilot al modulului de comandă) și Edgar Mitchell (pilot al modulului lunar), care zburaseră cu misiunea Apollo 14, iar Pogue și Carr au fost trecuți la programul Skylab în care au zburat în cadrul misiunii Skylab 4.

## Desfășurarea misiunii

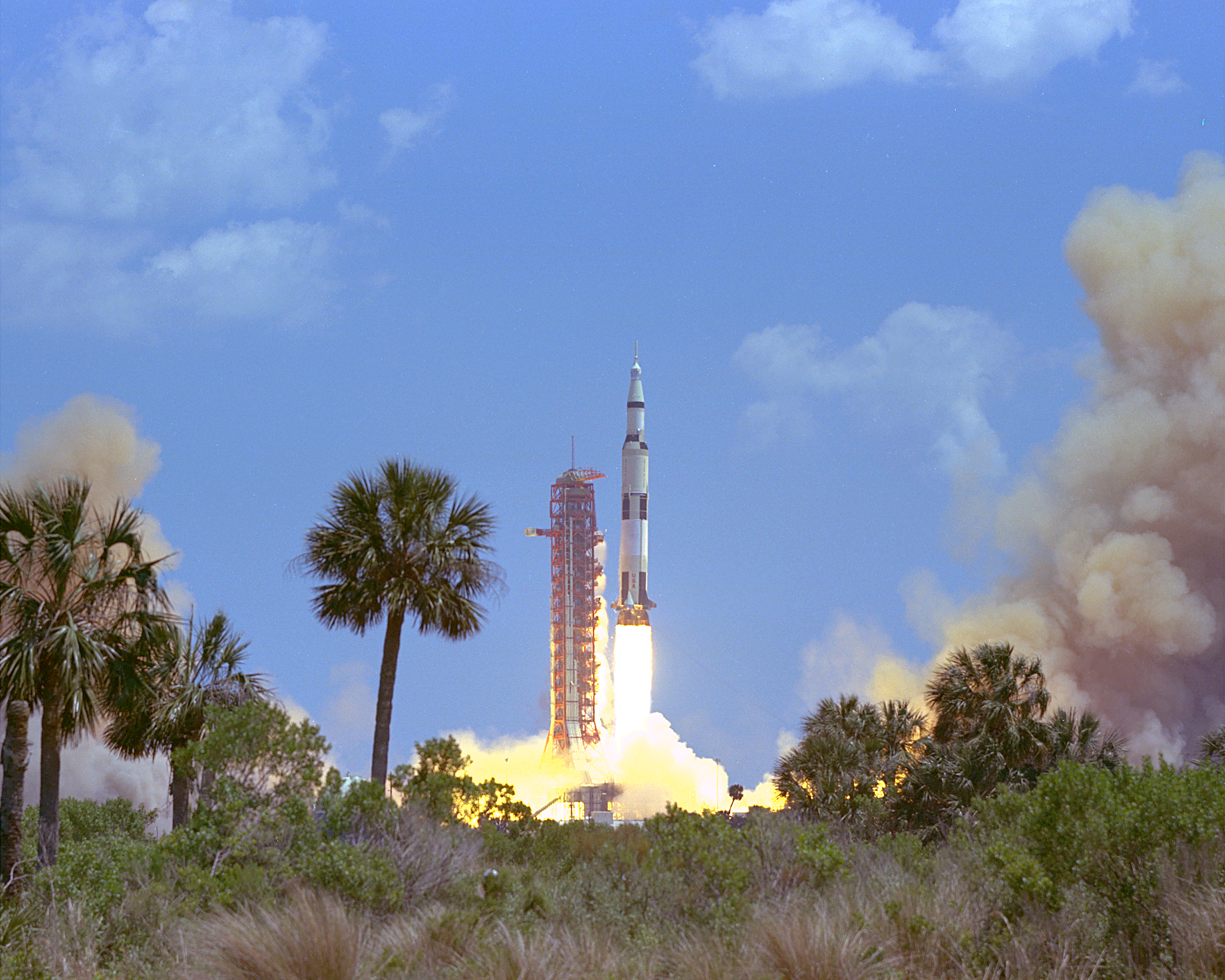
Rachetă Saturn V lansând misiunea Apollo 16 către Lună

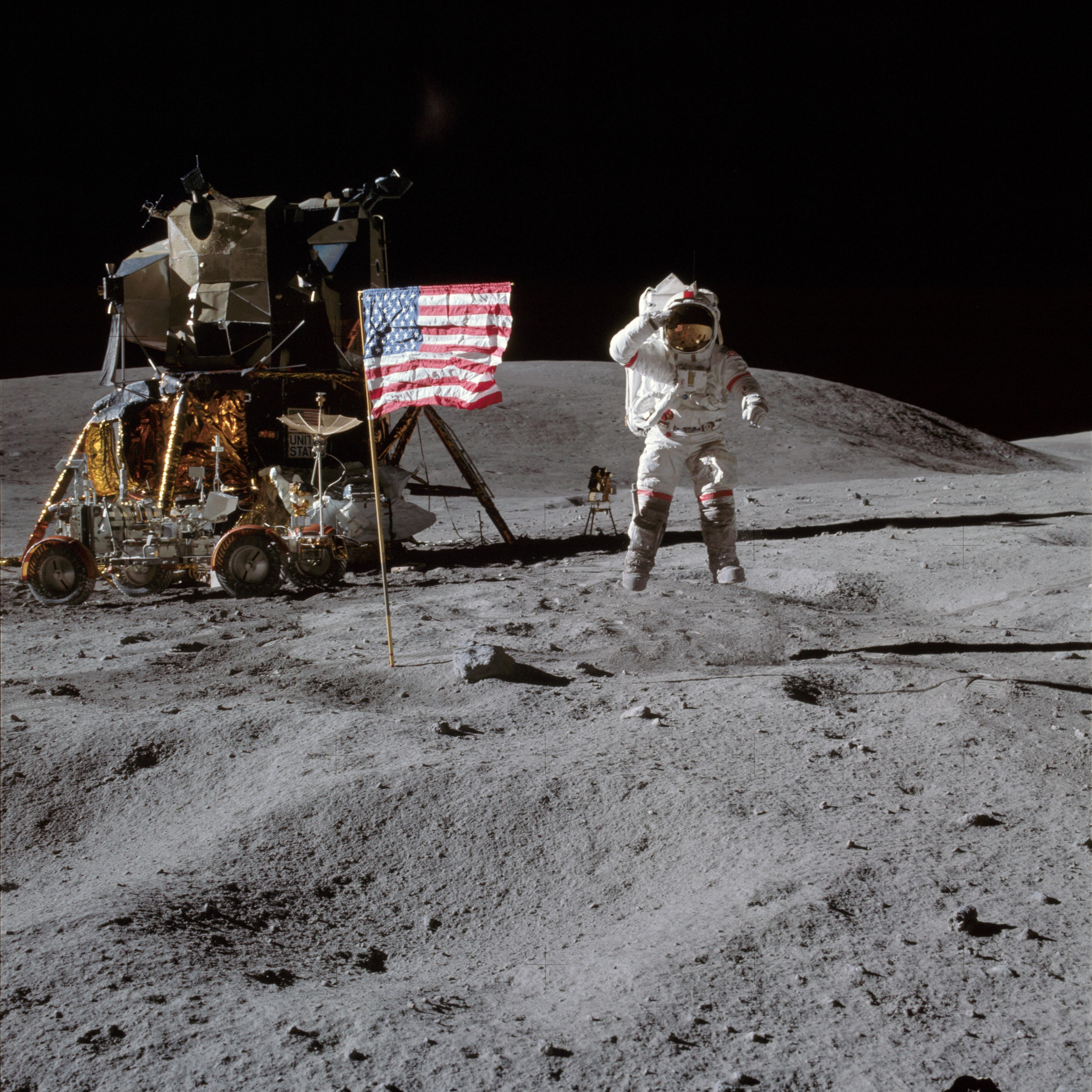
John Young sare salutând drapelul american

O defecțiune la un sistem de rezervă pentru controlul direcției la sistemul principal de propulsie al modulului de comandă și serviciu Casper au cauzat îngrijorări cu privire la pornirea motorului pentru ajustarea orbitei lunare a MCS, și era să determine anularea aselenizării. După amânarea primei tentative de aselenizare, s-a constatat că defecțiunea prezenta risc redus, iar Young și Duke (care deja porniseră, și pilotau modulul lunar Orion când a apărut problema) au primit permisiunea de aselenizare.
Young și Duke au explorat timp de trei zile regiunea înaltă Descartes, în timp ce Mattingly pilota Casper pe deasupra lor. Aceasta a fost singura dintre cele șase misiuni Apollo cu aselenizare care au avut ca țintă una din zonele înalte de pe Lună. În prima zi a testului, astronauții au primit vestea că Congresul a aprobat programul Space Shuttle. Young a declarat că este necesar. Astronauții au descoperit că ceea ce părea a fi o regiune de activitate vulcanică era de fapt o regiune de roci formate prin impact. Colecția de specimene aduse pe Pământ a conținut o bucată de rocă de 11 kg care a fost cea mai mare piatră adusă de pe Lună de astronauții Apollo (poreclită „Big Muley” după Bill Muehlberger, principalul cercetător pentru activitățile geologice ale misiunii). Rezultatele științifice ale misiunii Apollo 16 au determinat geologii să-și revizuiască interpretările anterioare privind zonele înalte ale Lunii, concluzionând că impactul meteoriților este agentul modelator principal al suprafeței lunare.

Astronauții misiunii Apollo 16 au efectuat teste de performanță ale roverului lunar, la un moment dat atingând o viteză maximă de 18 km/h, care este încă recordul de viteză al unui vehicul cu roți pe Lună (fiind trecut în Guinness Book of Records).

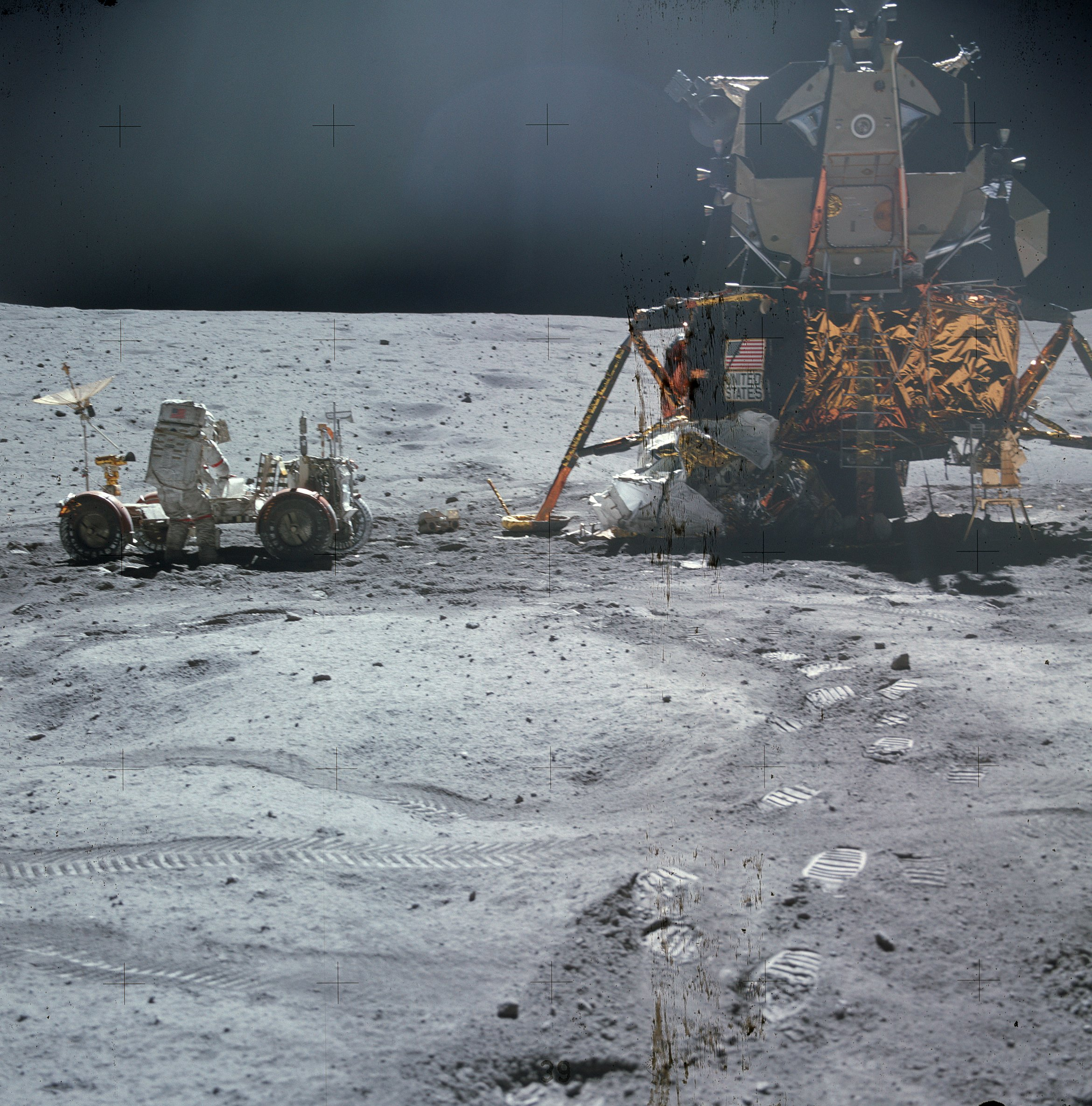
John Young lucrând la roverul lunar lângă modulul lunar Orion

Apollo 16 a fost programat inițial pentru aterizare la ora 3:30pm EST în ziua de 28 aprilie. Misiunea a fost, însă, scurtată cu o zi (reducând durata petrecută pe orbita Lunii după ce modulul lunar a decolat de pe lună și s-a recuplat la modulul de comandă) din cauza problemelor dinaintea aselenizării. Charlie Duke relatează pe website-ul Apollo Lunar Surface Journal: „Cu cât aștepți mai mult acolo sus - dacă ai avut o problemă - cu atât mai puțin timp ai să te gândești la o soluție strălucită. Au fost puțin agitați și ne-au adus acasă cu o zi mai devreme, cred eu, doar ca să se asigure că avem timp să rezolvăm orice problemă.” Pe drumul de întoarcere nu a apărut nicio problemă.

## Subsatelitul
Subsatelitul (PFS-2) a fost o prismă hexagonală de 78 cm x 36 cm cu o masă de 36,3 kg. Lansat de pe Modulul de Serviciu de pe orbita Lunii, rolul său a fost cel de a măsura plasma, energiile particulelor și câmpurile magnetice lunare. El a fost lansat folosind acționarea unui resort, care a generat o viteză relativă de circa 1,2 m/s și o viteză unghiulară de 120 rpm (4π rad/s). El a colectat date între 24 aprilie și 29 mai 1972 cu o perioadă orbitală de circa 120 de minute. A fost lansat la o înclinație suboptimă și orbita s-a deteriorat mai devreme decât se anticipase, impactul având loc după 425 de revoluții în jurul Lunii.

## Locurile unde se află aparatele

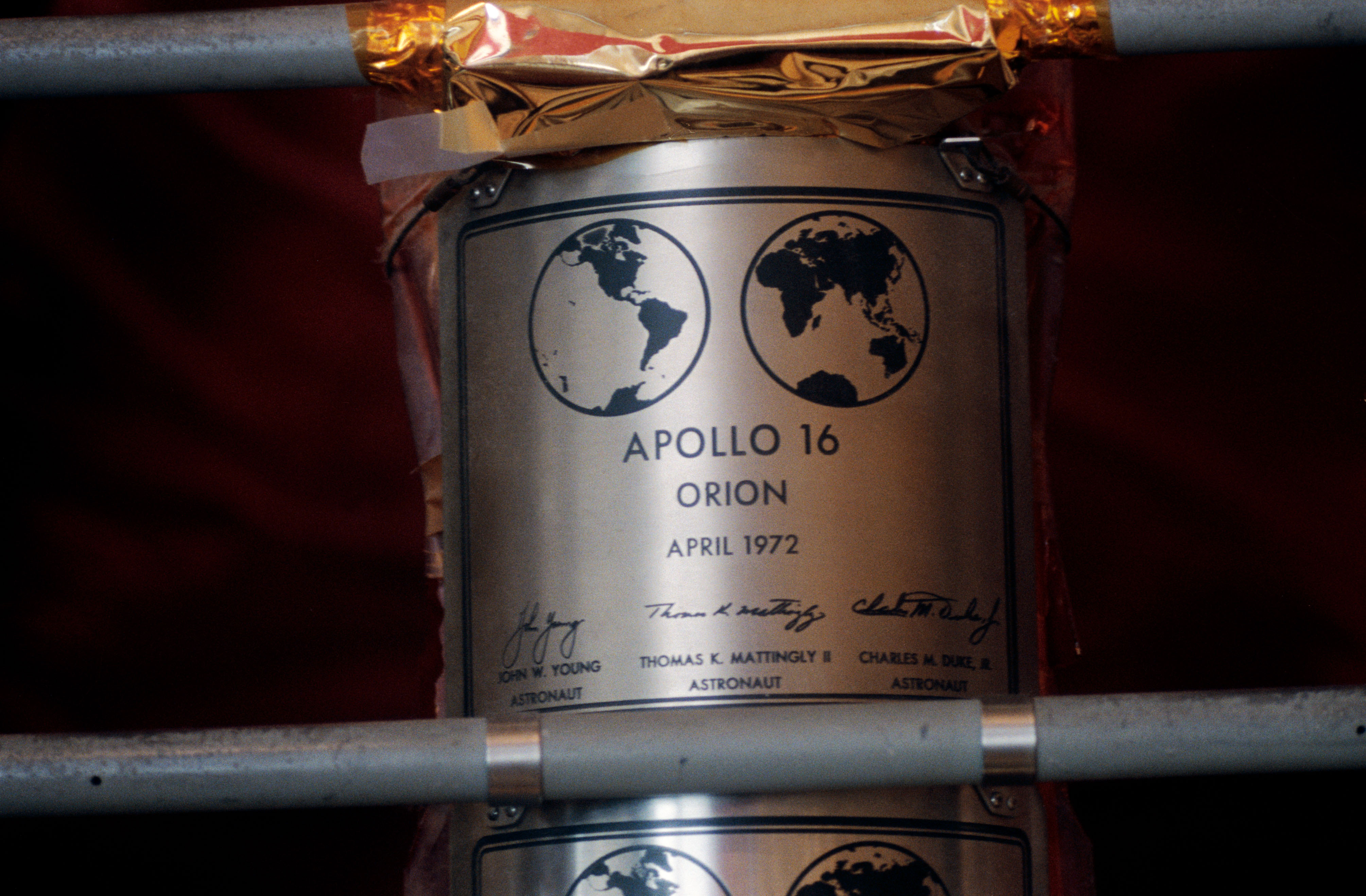
Plăcuţa lăsată pe lună de Apollo 16

Modulul de comandă Apollo 16 Casper este astăzi expus la U.S. Space & Rocket Center, din Huntsville, Alabama. Treapta de ascensiune a modulului lunar s-a separat la 24 aprilie 1972 dar o pierdere a controlului altitudinii a dus la pierderea ei. Ea a orbitat Luna timp de circa un an și nu se știe exact unde s-a prăbușit ea pe Lună.
Charles Duke a donat unele dintre obiectele folosite de misiune, printre care se numără o hartă lunară, Universității de Stat Kennesaw din Kennesaw, Georgia. Duke a lăsat două obiecte pe Lună, pe care le-a și fotografiat. Cel mai celebru dintre ele este o fotografie a familiei sale (NASA Photo AS16-117-18841). Pe spatele fotografiei semnează membrii familiei lui cu mesajul: „Aceasta este familia astronautului Duke de pe planeta Pământ. Aselenizat în aprilie 1972.” Celălalt obiect este o medalie comemorativă emisă de Forțele Aeriene ale SUA, la sărbătorirea celei de-a 25-a aniversări în 1972. El a luat două medalii, lăsând una pe Lună și donând-o pe cealaltă muzeului Wright-Patterson Air Force Base.